# Constantine Phipps, I barone Mulgrave
Constantine Phipps, I barone Mulgrave (Lythe, 22 agosto 1722 – Liegi, 13 settembre 1775), è stato un nobile irlandese.

## Biografia
Era il figlio di William Phipps, nipote di Sir Henry Constantine Phipps (1656-1723), che ha servito come Lord Cancelliere d'Irlanda (1710-1714), e di Lady Catherine Annesley, figlia ed erede di James Annesley, III conte di Anglesey, e di sua moglie, Lady Catherine Darnley (una figlia illegittima del re Giacomo II e della sua amante Catherine Sedley, contessa di Dorchester).
Nel 1767 fu creato Barone Mulgrave, di New Ross, nella contea di Wexford, nel pari d'Irlanda.

## Matrimonio
Sposò, il 26 febbraio 1743, Lepell Hervey, figlia di John Hervey, II barone di Ickworth, e di Maria Lepell. Ebbero sei figli:
- Constantine Phipps, II barone Mulgrave (1744-1792);
- Lord Charles Phipps (1753-1786);
- Henry Phipps, I conte di Mulgrave (1755-1831);
- Lady Henrietta Mary Phipps (26 marzo 1757-1º settembre 1782), sposò Charles Dillon, XII visconte Dillon, ebbero due figli;
- Lord Edmund Phipps (7 aprile 1760-14 settembre 1837);
- Lord Augusto Phipps (1762-1826).

## Morte
Morì il 13 settembre 1775.
| Controllo di autorità | VIAF (EN) 77869614 · ISNI (EN) 0000 0000 2784 9638 · LCCN (EN) n88140951 |